# District de Tsaratanana
Le district de Tsaratanana est un district de la région de Betsiboka, situé dans le Nord-Est de la Province de Mahajanga, Madagascar.